# Chief Keef
Keith Farrelle Cozart (Chicago, 15 augustus 1995), beter bekend als Chief Keef, is een Amerikaans rapper en muziekproducent uit Chicago, Illinois. Keef vergaarde bekendheid tijdens zijn justitieel huisarrest, toen zijn muziekvideo's met lof door de lokale bevolking werden ontvangen. Zijn toenemende bekendheid zorgde voor een oorlog tussen platenlabels. Keef koos voor Interscope Records, maar na een ruzie vertrok hij en tekende hij bij 1017 Brick Squad Records. Keef werd ook de bestuursvoorzitter van zijn eigen label; Glory Boyz Entertainment, wat nu Glo Gang is. Zijn debuutalbum Finally Rich werd op 18 december 2012 uitgebracht.
Vanaf het moment dat hij bekendheid begon te vergaren, begonnen ook zijn juridische problemen. Die problemen zorgden er samen met zijn populariteit binnen het drillgenre voor dat hij een gangster-imago opbouwde. Hij werd hierop ook vergeleken met vroegere gangstarappers, zoals 50 Cent.
Hoewel hij eind 2014 zijn contract met Interscope verbrak, bleef hij – via Glo Gang – in eigen beheer mixtapes uitbrengen. Bang 3 zou Keef's tweede studioalbum moeten worden, maar het nummer "Nobody" met Kanye West groeide uit tot het gelijknamige album Nobody, wat in december 2014 werd uitgegeven. Bang 3 stond na een relatief lange periode van uitstellen gepland voor uitgave op 18 augustus 2015, maar kwam enkele weken eerder uit, op 1 augustus.

## Jeugd
Cozart werd op 15 augustus 1995 in Chicago, Illinois geboren en groeide op in de buurt Englewood in het zuiden van de stad. Hij begon op vrij jonge leeftijd met rappen, door met zijn moeder's karaoke-apparaat en lege cassettebandjes muziek op te nemen. Keef ging van de highschool af op 15-jarige leeftijd.

## Muzikale carrière

### Opkomst,Finally Richen daaropvolgende mixtapes (2011–2013)
In 2011 vergaarde Keef lokale bekendheid door zijn mixtapes The Glory Road en Bang. Tijdens zijn justitieel huisarrest voor verboden wapenbezit, plaatste hij verscheidene muziekvideo's op YouTube. De video's stonden op de voorgrond van het drillgenre, een subgenre van hiphop uit Chicago. Zijn bekendheid groeide in een korte periode tussen Bang en Back from the Dead, met muziekvideo's als "Bang", "3Hunna" en "I Don't Like". Toen er aan het einde van zijn huisarrest een filmpje op WorldStarHiphop verscheen, waarin een tiener hysterisch reageerde op de 'vrijlating' van Keef, groeide zijn populariteit nog meer.
Aan de start van zijn carrière, was "I Don't Like" al een succes in het zuiden van zijn thuisstad Chicago, omdat het het perfecte nummer voor de inwoners van Chicago zou zijn. Het nummer trok ook de aandacht van mede-Chicagoaan Kanye West. West maakte een remix van het nummer met Pusha T, Jadakiss en Big Sean. David Drake schreef in 2012 dat Keef "plotseling uit de duisternis opdook."
Keef zat midden in een oorlog tussen labels in de zomer van 2012, zo ook CTE World – het platenlabel van Young Jeezy. Tijdens een relatief rustig jaar qua muziekpublicaties van Keef in 2013, tekende hij bij Interscope Records, met als extra deal: zijn eigen sublabel Glory Boyz Entertainment (GBE). De deal was US$6.000.000 waard voor drie albums en een extra US$440.000 om GBE op te zetten. Als het debuutalbum van Keef voor december 2013 nog geen 250.000 kopieën had verkocht, had Interscope het recht om het contract te ontbinden.
Keef's debuutalbum Finally Rich werd op 18 december 2012 onder Interscope en GBE uitgebracht. Op het album kwamen gastoptredens voor van 50 Cent, Wiz Khalifa, Young Jeezy, Rick Ross en GBE-lid Lil Reese. Op 8 mei 2013 maakte Gucci Mane bekend dat Chief Keef bij zijn 1017 Brick Squad Records getekend was.
Keef had een gastbijdrage in het nummer "Hold My Liquor" van het album Yeezus van Kanye West. Op zijn achttiende verjaardag – 15 augustus 2013 – bracht Keef zijn mixtape Bang, Pt. 2 uit. Op 12 oktober datzelfde jaar, bracht hij Almighty So uit. Almighty So kreeg net als Bang, Pt. 2 veel negatieve reacties. Na zijn gevangenisstraf van oktober 2013, begon hij aan zijn tweede studioalbum en zijn biografie.

### Bang 3,NobodyenThe Cozart(2014–heden)
In 2014 begon Chief Keef met het produceren van zijn eigen muziek. In januari 2014 kondigde Keef zijn nieuwe mixtape Bang 3 aan. In februari 2014 bracht Keef de cover van Back from the Dead 2 – het vervolg op Back from the Dead – naar buiten. Later die maand liet Keef weten dat hij Bang 4 als een extended play voor Bang 3 uit zou brengen als voorproefje. De dag daarop liet Fredo Santana weten dat Chief Keef en hij een samenwerkingsalbum uit zouden brengen. In maart bracht Keef de eerste officiële single voor Bang 3 uit: "Fuck Rehab" met zijn neef en labelvriend Mario "Blood Money" "Big Glo" Hess, wat Hess' laatste verschijning op een nummer was voor zijn dood op 9 april 2014. Op 14 maart bracht Keef de muziekvideo voor "Fuck Rehab" uit. Hoewel Interscope directeur Larry Jackson Bang 3 voor 10 juni 2014 aankondigde, kwam het album niet uit.
Het contract met Keef werd in oktober door Interscope verbroken, maar liet weten dat alle onuitgebrachte projecten van Keef alsnog zouden uitkomen. Young Chop, een van Keef's vaste producenten, verafschuwde de manier waarop Chief Keef door Interscope was behandeld.
Bang 3 stond later gepland voor kerst 2014, maar de uitgave van het album werd weer niet verwezenlijkt. Mansion Musick en Thot Breakers, twee mixtapes, respectievelijk gepland voor 28 november 2014 en 14 februari 2015, kwamen ook nooit uit. Keef slaagde er samen met Gucci Mane echter wel in om een mixtape, Big Gucci Sosa, uit te brengen, net als Back from the Dead 2. Cozart experimenteerde op Back from the Dead 2 met het produceren van zijn eigen nummers: zestien van de twintig nummers waren door Keef zelf geproduceerd. In november 2014 kondigde Cozart Nobody aan, een Glo Gang-album, met vocale ondersteuning van Kanye West en Tadoe. Het album zou op 2 december uit moeten komen, maar kwam op 16 december. Het album kreeg een score van zeven uit tien van Meaghan Garvey van Pitchfork Media.
Op 18 februari 2015 bracht Keef Sorry 4 the Weight uit. Enkel Andy Milonakis en Benji Glo gaven vocale ondersteuning. Op 24 april kondigde Keef aan dat zijn nieuwe album The Cozart snel zou komen.
Marvin Carr, beter bekend als Capo (een vriend en getekend bij Glo Gang), werd op 12 juli 2015 in Chicago vermoord. Nadat de schutters Capo hadden vermoord, reden zij tijdens hun vlucht de 13-maanden oude Dillan Harris dood. Na de dood van Capo kondigde Keef een benefietconcert aan voor Capo en de nabestaanden van Dillan. Vanwege uitstaande dwangbevelen in Illinois zou Keef het benefietconcert bijwonen via een hologram, opgenomen in Beverly Hills. Het benefietconcert werd echter op last van de burgemeester van Chicago door de politie stilgelegd en ontruimt. Keef heeft ook de stichting Stop the Violence Now Foundation opgericht: een poging om het aanhoudende geweld in Chicago een halt toe te roepen. Keef vindt dat burgemeester Rahm Emanuel zich niet met muziek moet bemoeien en Keith Cozart stelt zich daarom verkiesbaar als burgemeester van Chicago.

## Glo Gang
Als onderdeel van zijn contract met Interscope Records, werd Keef's sublabel Glory Boyz Entertainment (GBE) opgericht. Keef en zijn manager, Rovan Manuel bezaten beide 40% van de aandelen. Keef's neef en rapper Fredo Santana, Keef's oom Alonzo Carter en Anthony H. Dade bezaten de resterende 20% van de aandelen. Verscheidene kennissen van Keef tekenden bij het label, zoals Fredo Santana, Lil Reese en producent Young Chop. Op 3 januari 2014, maakte Keef bekend dat GBE niet meer bestond en dat hij een nieuw platenlabel had opgericht: Glo Gang. Voor zijn dood, onthulde Big Glo, dat Glo Gang bestond uit Keef, Tray Savage, Quapo, Ballout, Capo, Tadoe, Justo en hemzelf.

## Personalia
Op zijn zestiende kreeg Keef een dochter: Kayden Kash Cozart, bijnaam Kay Kay. Keef moest alimentatie aan de moeder van Kayden betalen. In november 2013 werd bekend dat Keef een kind – toen 10-maanden oud – had bij Erica Early. Ook aan haar moest hij alimentatie betalen. In september 2014 werd Keef's derde kind, Krüe Karter Cozart, geboren.
Tadoe en Fredo Santana, twee neven van Keef, stonden onder contract bij Glory Boyz Entertainment. Keef's stiefbroer werd op 2 januari 2013 in het zuiden van Chicago vermoord. Mario Hess, beter bekend als Big Glo of Blood Money, een andere neef van Keef, werd op 9 april 2014 in Englewood doodgeschoten. Hess stond pas twee weken onder contract bij Interscope Records.
Nadat Keef uit zijn woning in Highland Park was gezet, verhuisde hij naar Los Angeles.

## Discografie

### Studioalbums
- Finally Rich (2012)
- Bang 3 (2015)

#### Aangekondigd
- The Cozart (2015, TBR)
- Blood Thicker Than Water (met Fredo Santana) (2015, TBR)
- GLOTF (met Lil Durk) (2015, TBR)

### Digitale albums
- Nobody (met 12 Hunna) (2014)
- Nobody 2 (met 12 Hunna) (2015)

### Mixtapes
- UFOverload (2009)
- The Glory Road (met DJ Kenn) (2011)
- Bang (2011)
- Back from the Dead (met Young Chop) (2012)
- Bang, Pt. 2 (2013)
- Almighty So (2013)
- Big Gucci Sosa (met Gucci Mane) (2014)
- Back from the Dead 2 (2014)
- Sorry 4 the Weight (2015)
- Almighty DP (met DP Beats) (2015)
- Almighty DP 2 (met DP Beats) (2015)
- Finally Rollin 2 (2015)
- Camp Glotiggy (met Zaytoven) (2016)
- Two Zero One Seven (2017)

### Singles
- "I Don't Like" (met Lil Reese) (2012; Finally Rich)
- "Love Sosa" (2012; Finally Rich)
- "Hate Bein' Sober" (met 50 Cent en Wiz Khalifa) (2012; Finally Rich)
- "Fuck Rehab" (met Blood Money) (2014; Bang 3)
- "Ain't Missing You" (met Jenn Em) (2015; Bang 3)
- "Bouncin" (2015; Bang 3)

- International Standard Name Identifier: 0000 0003 8459 8101
- Library of Congress Control Number: no2012133601
- MusicBrainz: 9118f524-be76-4eaf-875c-ccf15e2a2ad6
- Virtual International Authority File: 276465637
- WorldCat: E39PBJjMCbh3XgPXXYfVPVjKVC